# Orizânia
Orizânia is een gemeente in de Braziliaanse deelstaat Minas Gerais. De gemeente telt 7.078 inwoners (schatting 2009).

## Aangrenzende gemeenten
De gemeente grenst aan Divino, Luisburgo, Santa Margarida en São João do Manhuaçu.